# Rina (Musikerin)
Rina (* 2000; bürgerlich Katarina) ist eine deutsche Rapperin und Sängerin mit kroatischen und bosnischen Wurzeln.

## Leben
Rina wuchs in Frankfurt am Main auf und hat einen jüngeren Bruder. Sie brachte sich ihren Angaben zufolge bereits im frühen Kindesalter selber bei, Gitarre und Klavier zu spielen und fing mit dem Singen an, besuchte aber nie einen Gesangsunterricht. Seit ihrem dreizehnten Lebensjahr begann sie hobbymäßig zu rappen. Zu ihren größten musikalischen Inspirationen zählen dabei Missy Elliott und Beyoncé. Zudem schrieb sie in ihrer Freizeit auch Gedichte.
Auf ihrem Instagram-Account mit circa 100 Followern lud Rina Lieder hoch, welche sie zuvor im Frankfurter Jugendzentrum aufgenommen hatte. Durch ein Video, unter welchem sie unter anderem Nimo markierte, wurde dieser auf sie aufmerksam und nahm sie mit ins Studio. Später unterschrieb sie einen Deal mit Epic Records. Ende November 2019 erwähnte Nimo in einem Video erstmals Rina, zeigte eine Hörprobe von ihr und markierte ihren Account. Auf den Liedern WDW und Mama von Nimos Album Nimooriginal, welches im Dezember 2019 erschien, ist sie als Featuregast vertreten. Auf beiden Tracks rappt sie auf Deutsch, auf dem Song Mama singt sie zudem die Hook auf Serbokroatisch.
Bis zu Trendsetter, ihrer ersten Videosingle mit Nimo, im Mai 2020 gab es keine Bilder von Rina zu sehen, jedoch hatte sie bereits im Februar einen kurzen Auftritt in einer Dokumentation über Nimo. Trendsetter landete auf Platz 18 in den offiziellen deutschen Singlecharts. Im Juni erschien ihre erste Solosingle Tanze alleine und im August die Single Nur du (Samo Ti). Das dazugehörige Video wurde in Kroatien gedreht.

## Diskografie
Videosingles
- 2020: Trendsetter (mit Nimo)
- 2020: Tanze alleine
- 2020: Nur du (Samo ti)

Weitere Lieder
- 2019: WDW (mit Nimo)
- 2019: Mama (mit Nimo)